# Скочко Ярослав Максимович
Ярослав Максимович Скочко (11 грудня 1931, село Боб'ятин, тепер Сокальського району Львівської області — 2 листопада 2019, село Боб'ятин Сокальського району Львівської області) — український радянський діяч, бригадир тракторної бригади, завідувач виробничої дільниці колгоспу «Перемога» (потім — імені Кузнєцова) Сокальського району Львівської області. Герой Соціалістичної Праці (8.12.1973).

## Біографія
Народився в бідній селянській родині. Батько загинув у травні 1945 року від рук бійців УПА за співпрацю з органами радянської влади.
З 1945 року — причіплювач, слюсар, ремонтник Тартаківської машинно-тракторної станції (МТС) Сокальського району Львівської області. Закінчив училище механізації. З 1949 року — тракторист Тартаківської МТС Сокальського району.
З 1958 року — бригадир тракторної бригади, завідувач виробничої дільниці колгоспу «Перемога» (потім — імені Кузнєцова) села Боб'ятин Сокальського району Львівської області.
Член КПРС.
Указом Президії Верховної Ради СРСР від 8 грудня 1973 року Ярославу Скочку присвоєно звання Героя Соціалістичної Праці з врученням ордена Леніна і золотої медалі «Серп і Молот».
Потім — на пенсії в селі Боб'ятин Сокальського району Львівської області.

## Нагороди
- Герой Соціалістичної Праці (8.12.1973)
- два ордени Леніна (8.12.1973)
- медалі